# Václav Schmidt (archeolog)
Václav Schmidt (13. ledna 1851 Hájek u Bezna – 3. června 1909 Zvoleněves) byl český amatérský archeolog působící převážně na Slánsku, který se významnou měrou zasloužil o poznání pravěkých dějin české země. Mezi nejvýznamnější výzkumy lze zařadit osady z mladší doby bronzové v Knovízi v roce 1893 a výzkum na Slánské hoře v letech 1895 a 1896. Výsledky těchto výzkumů uveřejňoval spolu s Janem Felcmanem, ředitelem cukrovaru ve Zvoleněvsi, v Památkách archaeologických pod titulem Archaeologický výzkum „Údolí Svatojířského“ a okolí.

## Život

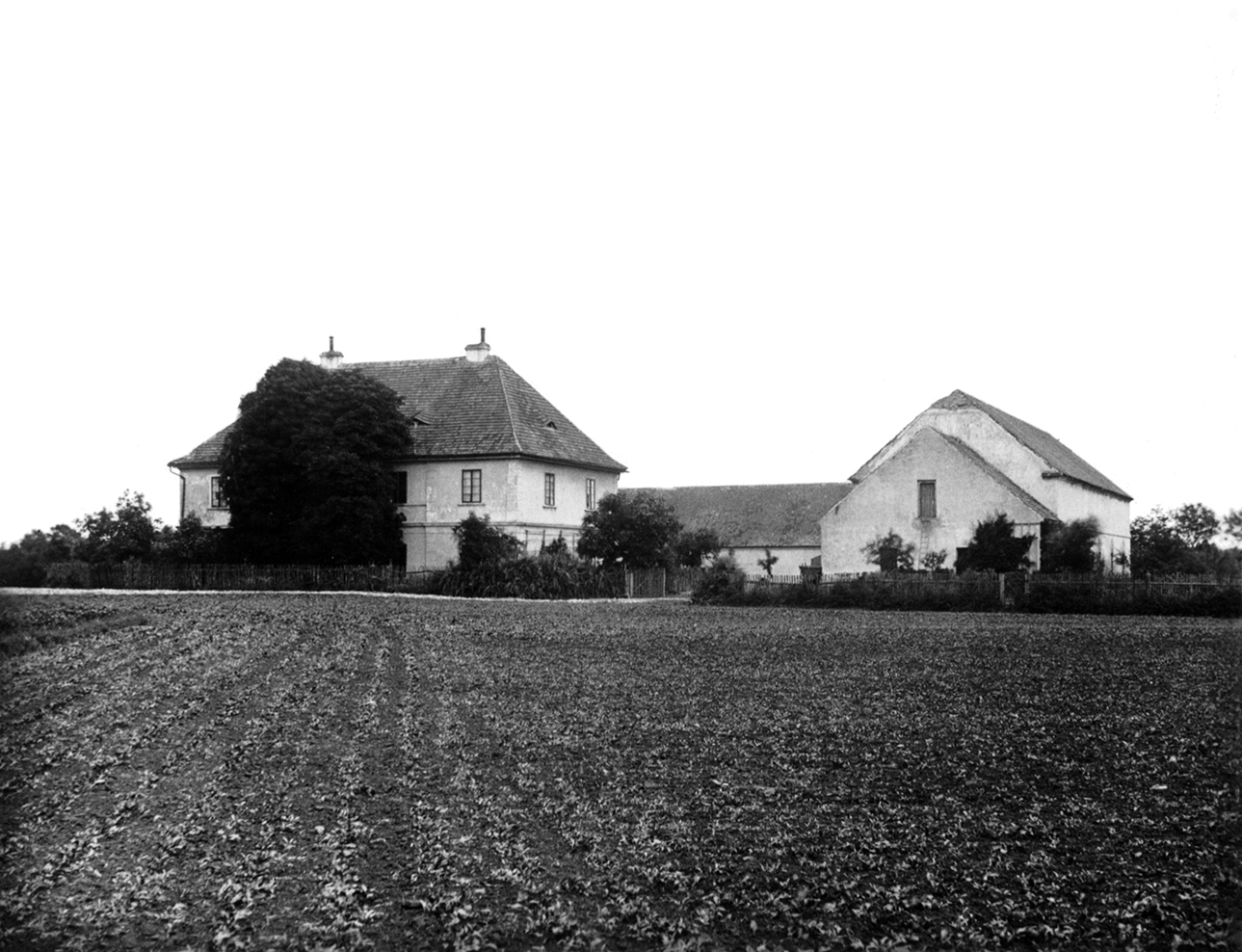
Rodiště Václava Schmidta (myslivna je budova vlevo)

Narodil se dne 13. ledna 1851 jako syn panského lesního v myslivně Hájku u Bezna na Mladoboleslavsku. Do obecné školy chodil v Bezně, v Mladé Boleslavi navštěvoval nižší reálku. Chtěl být lesníkem jako otec a starší bratr Vincenc, za pomoci příznivce rodičů mohl obdržet stipendium na lesnické škole v Bělé. Příznivec, ale zemřel a odborné vzdělání se mu stalo nemožným pro úplný nedostatek hmotných prostředků. Praktikoval lesnickou činnost nějakou dobu u otce, ale ten uznal, že pro lesnictví nejsou žádné vyhlídky, a proto v roce 1868 nastoupil do praxe hospodářské na domácí panství hraběte Pachty z Rájova ve Velkých Horkách. V roce 1872 byl jmenován hospodářským asistentem a svěřen mu k samostatnému obstarávání dvůr Rokytoves. Roku 1876 postoupil na hospodářského adjunkta a svěřen mu dohled na dvůr Horecký a vedení hlavní knihy v důchodenském úřadě z Bezna sem prozatím přeloženého. Ve stejném roce oženil se s Karolínou Vídnerovou (1855 - 1926) dcerou rolníka ze Strašnova na Mladoboleslavsku. Z manželství vzešlo 9 dětí z nichž tři zemřely v dětském věku. Roku 1881 bylo panství Bezenské, patřící dosud dědicům hraběte Pachty z Rájova, prodáno císařskému rodinnému fondu. V témže roce byl od hospodářské správy přeložen jako administrativní úředník do cukrovaru ve Zvoleněvsi. Roku 1888 byl nucen vstoupit do soukromých služeb k firmě Beniesově, které byl cukrovar pronajat od roku 1888, kde vytrval po celou dobu nájmu (20 let). Po ukončení nájmu roku 1908 byl opět přijat, ale jen jako privátní úředník. Zemřel náhle raněn mrtvicí ve věku 58 let 3. června 1909. Pochován byl na hřbitově ve Zvoleněvsi.

## Archeologické výzkumy
Ve svém životopise prezentoval svůj časný vztah k archeologii těmito slovy: „Již od svého mladí lnul jsem s celou duší ku všemu záhadnému, tajnému a hlavně starožitnému. Již co hoch prosedíval jsem v hluboké myšlenky ponořen, mezi zříceninami kostelíku sv. Kateřiny nad Čejkem.“  Archeologické činnosti se začal věnovat poprvé ve svém působišti co by hospodářský adjunkt ve Velkých Horkách na Mladoboleslavsku. Ve svém životopise uvedl: Již od let sedmdesátých byl jsem nejen sběratelem, ale i dobyvatelem starožitností, vždy ve prospěch zemského muzea věnovaných.“ „Dochovaná korespondence dokládá, že 5. 5. 1881 obdržel od „Slavné správy musejní království Českého v Praze“ list s obsahem 20 zlatých na archeologické zkoumání okolí Velkých Horek. V té době byl již ve styku s prof. Josefem Smolíkem (1832 - 1915), redaktorem časopisu Památky archeologické a místopisné.“ „Pozdější více než třicetiletým stykem s nestorem naší vlastenecké novodobé archaeologie prof. Josefem Smolíkem, byla mi záhy naznačena dráha kterou se mám bráti. Po mém přesídlení do Zvoleněvsi jsem pokračoval nabývaje stále více zkušeností. Za desetiletého ředitelování pana Felcmana ve Zvoleněvsi umožněno mi podnikati rozsáhle vykopávky v údolí Svatojířském a okolí jehož výsledky obohaceny jsou sbírky zemského musea v míře netušené. “  Vzpomíná ve svém životopisu.

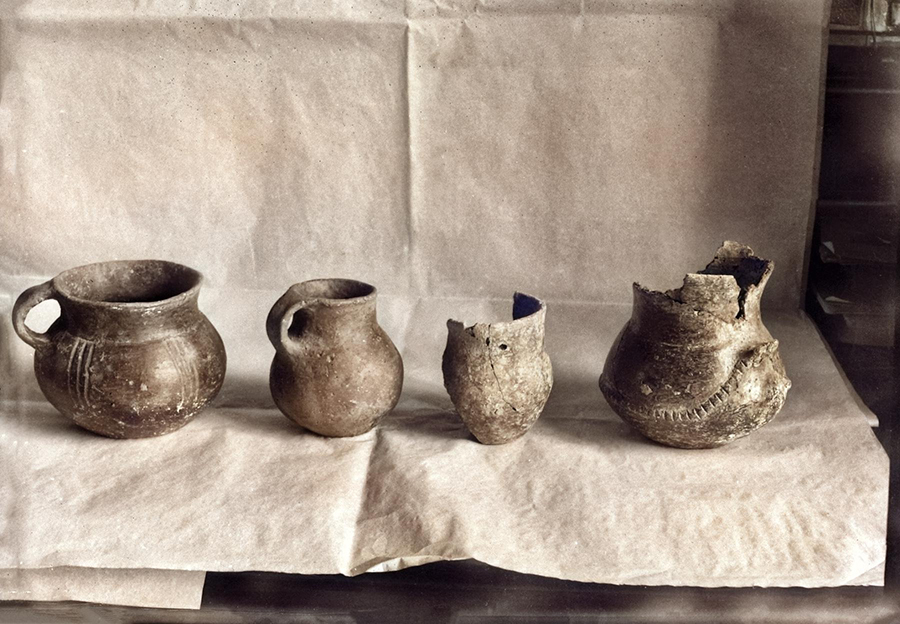
Ukázka fotografické dokumentace - nádoby pravěkých kultur
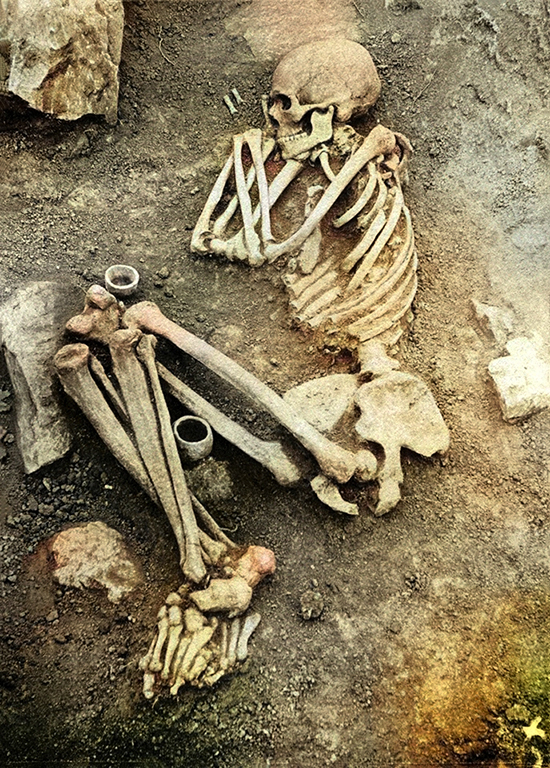
Hrob se skrčenou kostrou
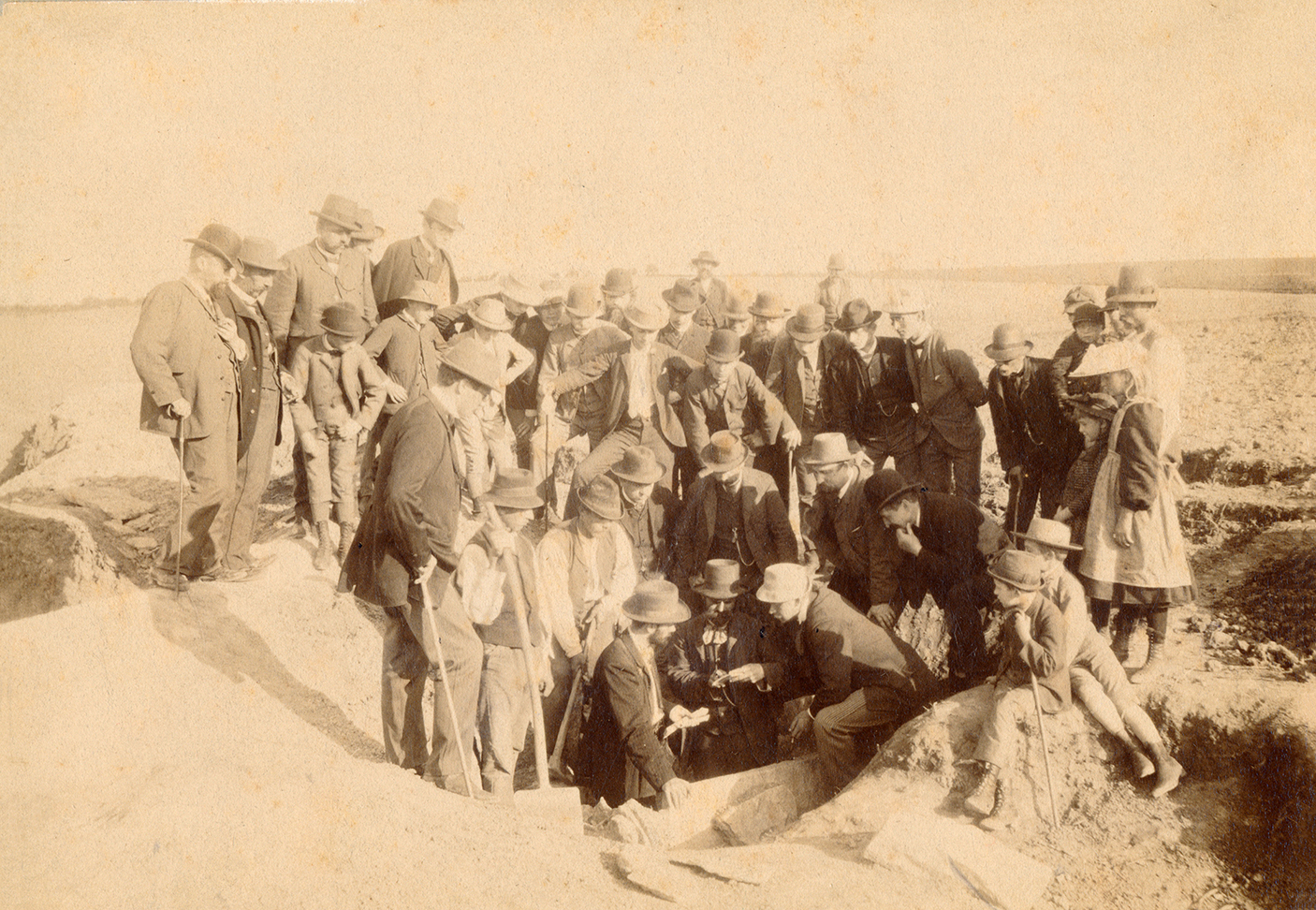
Vykopávky pravěkých kultur (Václav Schmidt stojí v první řadě uprostřed)

## Spolupráce archeologů amatérů Václava Schmidta a Jana Felcmana
V době Schmidtova nástupu do Zvoleněvsi působil v nedalekých Zákolanech jako ředitel cukrovaru Jan Felcman (1849-1915), který se rovněž zabýval archeologii a byl ve styku s tehdejším Museem království Českého v Praze (dnes Národní muzeum). V roce 1888 se shodou okolností stal ředitelem cukrovaru ve Zvoleněvsi a současně i nadřízeným V. Schmidta. Prof. Josef Smolík v dopise z 30. 3. V. Schmidtovi napsal
Velectěný pane!
Přeju Vám vše dobré.
Dozvěděv se tyto dny, že p. Felcman jmenován ředitelem cís. cukrovaru ve Zvoleněvsi a znaje tohoto pána po delší dobu ještě z cukrovaru Zakolanského jakožto příznivce Musea Národního a vzácného přítele starých památek domácích: hleděl jsem se s ním sejíti. Podařilo se mi to dnes, a užil jsem přátelského s ním rozhovoru, abych jej na prospěšné působení Vaše ve Zvoleněvsi upozornil a s láskou Vaší k domácím starožitnostem jej obeznámil. Výsledek toho byl, že se na Vás p. řiditel Felcman velmi těší; slíbil mi též, že oba budete bedlivi všech nálezů starších a že Vaší znalosti celého okolí Zvoleněvesského, dokud se starožitností týče, budoucně na prospěch Musea s radostí použije. Rozešli jsme se velmi přátelsky a píšu Vám to v dobré naději, že p. řiditeli nebudete cizím, až se na nové své místo dostane.
Mějte se na všem dobře; přeju Vám šťastné a veselé svátky.
S úctou k službám
Smolík
V Praze 30/3 88.
Od roku 1888 tak začíná desetiletá spolupráce archeologů amatérů Václava Schmidta a Jana Felcmana. Stalo se tak v době, kdy bylo potřeba pomýšlet na zaplnění sálů právě stavěného Musea království Českého na Václavském náměstí v Praze (výstavba novorenesanční budovy podle projektu Josefa Schulze probíhala v letech 1885–1890). Tohoto úkolu se zhostil prof. J. L. Píč (1847 – 1911) první kustod prehistorické sbírky tehdejšího Musea království Českého, který kolem sebe již od 80. let 19. století soustřeďoval skupinku archeologů - amatérů ze všech koutů Čech a vytvořil tak „družinu“ svých spolupracovníků později nazvanou podle jeho zakladatele „ Píčova družina“. J. L. Píč v úvodu prvního svazku svého díla „Čechy předhistorické“ vydaného v Praze roku 1899 napsal, že s tímto „sdružením archaeologickým proryli jsme značnou část tohoto království a výsledkem bádaní našeho učinili jsme praehistorickou sbírku našeho musea jednou z nejzajímavějších sbírek v Evropě.“ 

## Hrob číslo 60
Mezi pozdější práce patří klasický případ hrobu 60 s neobvyklou skrčenou kostrou na raně středověkém pohřebišti u Želenic na Slánsku, která byla vyzdvižena V. Schmidtem a J. Felcmanem pro Národní muzeum v roce 1892 – patrně první zdařilý pokus svého druhu, což bylo zachyceno i na fotografii.

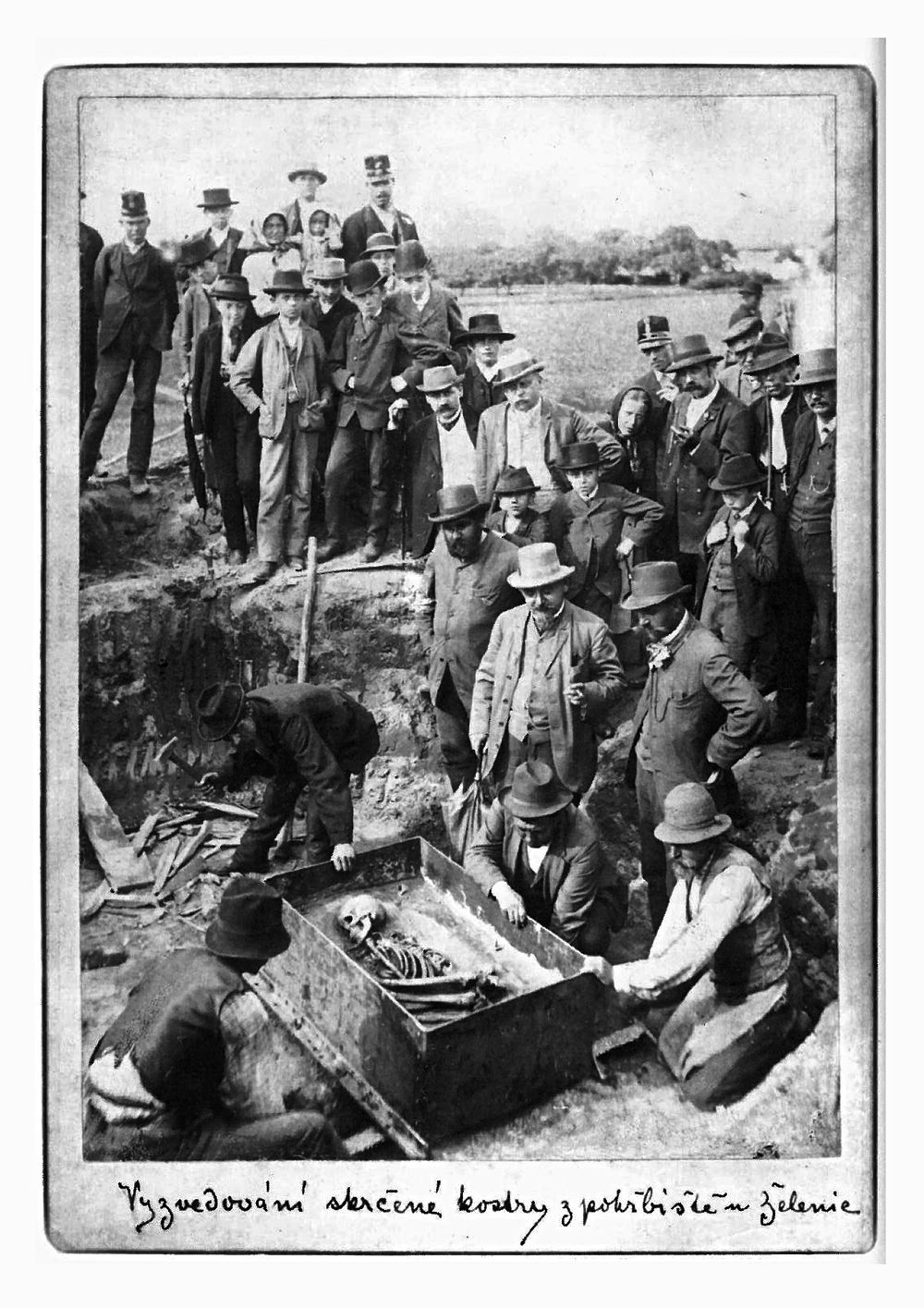
Pánové J. Felcman a V. Schmidt (levý a pravý stojící v popředí) dohlížejí na vyzvednutí hrobu pro expozici Národního muzea (Želenice 1892)

V tomto 1 m hlubokém hrobě, bez obložení, byla nalezena poměrně dosti zachovalá kostra ve skrčené poloze. Ležela na pravém boku severojižním směrem s páteří obloukovitě shrbenou a nohama přitaženýma k tělu, kolena dosahovala téměř k prsům, ruce byly složeny pod bradou a obráceny vzhůru. Kostra ležela na tuhém, jílovitém podloží a neměla přiloženy žádné milodary.
Václav Schmidt detailně popsal způsob vyzvedávání skrčené kostry v Památkách archaeologických pod titulem Archaeologický výzkum „Údolí Svatojířského“ a okolí. „Železný rám z plechu 4 mm. silného, dobře snýtovaný, čtyřhranný, as tak velký, aby kostru jako rakev objímal a spodem ostřím opatřen byl, vehnán byl do země okolo kostry, při čemž se okolní zem na zevnější straně okolo rámu postupem ořezávala. Když rám takto popsaný do dostatečné hloubky do země vehnán byl, počalo se obyčejnou tesařskou pilou spodem podřezávati; těsně za pilou do povstalé spáry vražena železná plotna, jež se pak, tvoříc pevné dno železné rakve (skříňky), k rámu spodem pevně přišroubovala.“

## Muž mnoha zájmů
Když po odchodu ředitele Jana Felcmana roku 1898 přestala příležitost k archeologickým výzkumům, zabýval se botanikou. Sebral a usušil většinu rostlin z okolí Zvoleněvsi a sestavil herbář o 10 svazcích, v němž je uloženo více než 900 rostlin.  Vystavovat ho nelze, i když je podle odborníků v dobrém stavu. Herbář je uložen v depozitáři slánského Vlastivědného muzea a slouží ke studijním účelům. V roce 2006 byl restaurován v muzeu v Roztokách u Prahy.

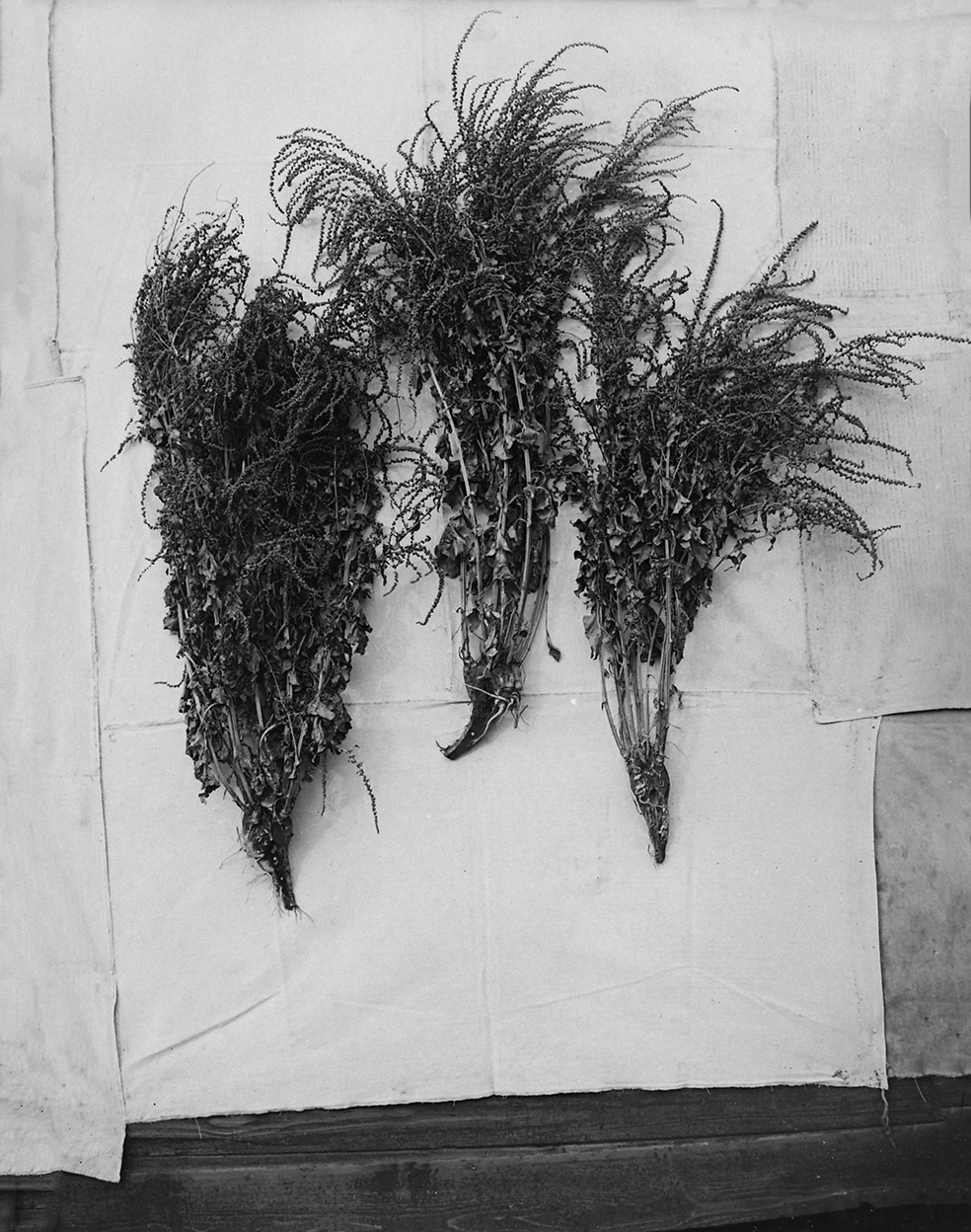
Příprava rostlin do herbáře
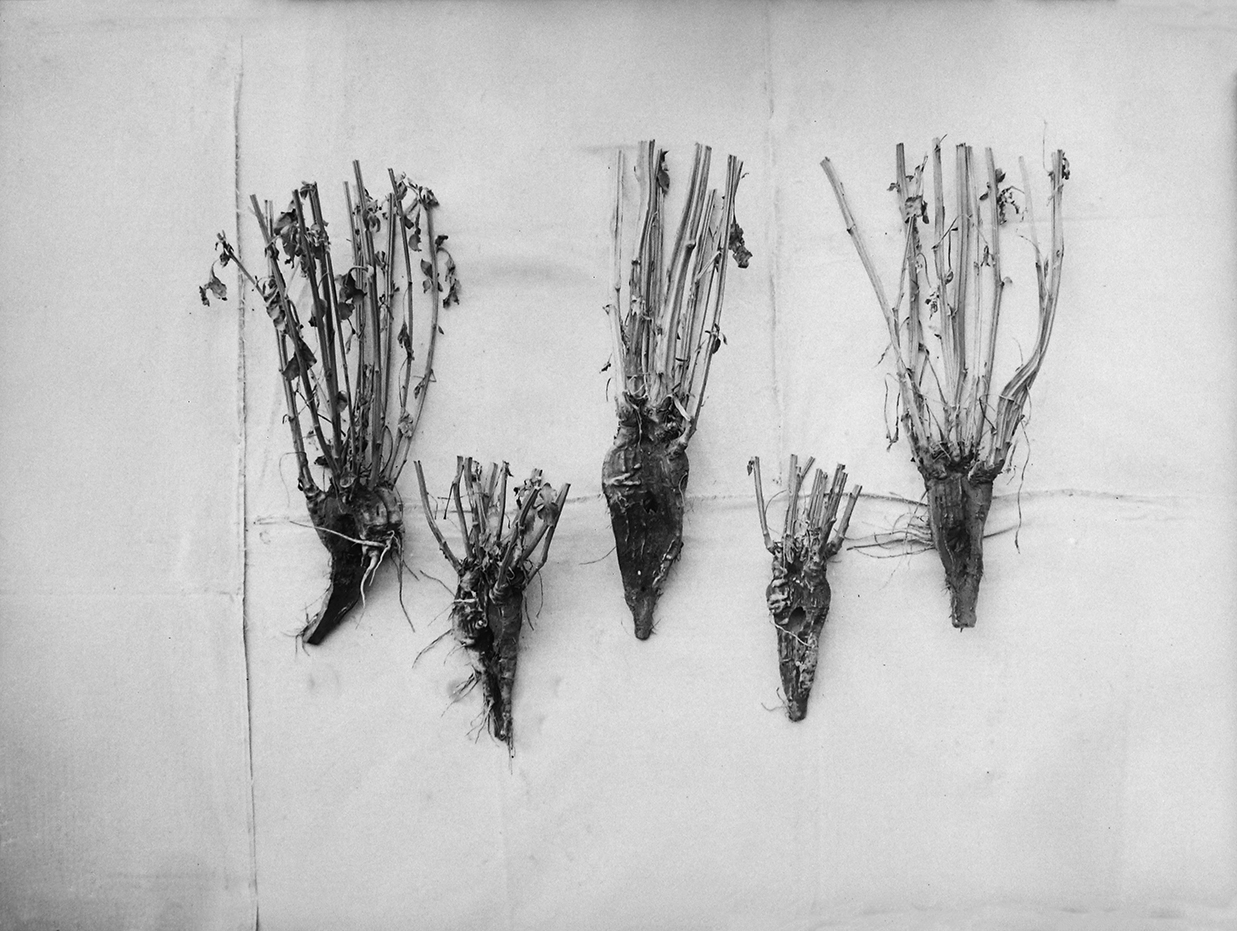